# Олимпийский парк (Владикавказ)
«Олимпийский парк» — наименование парка культуры и отдыха, который находится в Затеречном муниципальном округе города Владикавказа, Северная Осетия-Алания. Парк расположен на в центральной части крайнего запада Владикавказа. Находится на улице Барбашова, по близости к Московскому шоссе.

### История парка
Парк основан на месте пустыря на пересечению улиц Барбашова и Кырджалийская, где в 1990-е годы располагался торговый рынок «Фаллой», в котором произошел теракт, после чего рынок закрылся. До основания парка на месте находился пустырь. Парк строили в течение восьми месяцев. Наименование парка выбирали жители города. Из 40 предложенных вариантов был выбрано наименование «Олимпийский».
Парк занимает площадь в 4 гектара. Из них 8 тысяч квадратных метров уже покрыты брусчаткой. В парке посажены 400 хвойных и лиственных деревьев.
Главной достопримечательностью парка является танцующий, светящийся-цветной фонтан с музыкой.